# كارمن بصيبص
كارمن بصيبص (9 أكتوبر 1993 -)٫ ممثلة ومخرجة لبنانية.

## حياتها ومشوارها المهني
شاركت في عدة إعلانات وهي في سن الخامسة عشرة، درست الإخراج، كما قامت بإخراج عدة أفلام قصيرة  كانت بدايتها الفنية عام 2011 بمسلسل «الجامعة» شاركت بمسلسل «نكدب لو قلنا مابنحبش» عام 2013 ثم استكملت مسيرتها في لبنان. عادت للظهور في مصر بمسلسل «الزيبق» عام 2017 بدور مريم عام 2019 لعبت دور البطولة بمسلسل عروس بيروت.

### حياتها الأسرية
متزوجة وزوجها من خارج الوسط الفني.

## أعمالها

### في التلفزيون
| السنة | المسلسل              | الشخصية        |
| ----- | -------------------- | -------------- |
| 2011  | الجامعة              | ريما حداد      |
| 2013  | نكدب لو قلنا مابنحبش | هند            |
| 2014  | اتهام                | خلود أشرف رياض |
| 2015  | درب الياسمين         | إيمان          |
| 2016  | يا ريت               | سالي           |
| 2016  | سمرا                 | سحر            |
| 2017  | لآخر نفس             | ماريا          |
| 2017  | الزيبق               | مريم           |
| 2018  | ليالي أوجيني         | عايدة          |
| 2019  | عروس بيروت           | ثريا           |
| 2020  | عروس بيروت 2         | ثريا           |
| 2021  | البريئة              | ليلى يونس      |
| 2022  | عروس بيروت 3         | ثريا           |
| 2024  | نظرة حب              | قمر            |

### في السينما
| سنة الإنتاج | الفيلم            | الشخصية |
| ----------- | ----------------- | ------- |
| 2011        | Rue huvelin       | ياسمين  |
| 2016        | تلّتت              | ديزي    |
| 2018        | بتوقيت الشام      | هبة     |
| 2018        | مورين             | مورين   |
| 2021        | العارف: عودة يونس | مايا    |

## جوائز
- السعودية: جائزة أفضل ممثلة سينمائية عن فيلم العارف في مهرجان "Joy awards“ 2022[7]

## وصلات خارجية
- كارمن بصيبص على موقع IMDb (الإنجليزية)
- كارمن بصيبص على موقع روتن توميتوز (الإنجليزية)
- كارمن بصيبص على موقع قاعدة بيانات الأفلام العربية
- كارمن بصيبص على موقع قاعدة بيانات الفيلم (الإنجليزية)
- كارمن بصيبص على موقع ليتربوكسد (الإنجليزية)
- كارمن بصيبص على موقع كينوبويسك (الروسية)